# كأس صربيا 2014–15
كأس صربيا 2014–15 (بالصربية: Куп Србије у фудбалу 2014/15.)‏ هو الموسم 9 من كأس صربيا. أقيم خلال الفترة 3 سبتمبر 2014 وحتى 20 مايو 2015، وأشرف على تنظيمه اتحاد صربيا لكرة القدم، وكان عدد الأندية المشاركة فيه 36، وفاز فيه نادي تشوكاريتشكي.